# 满德贻
满德贻（Bishop Paul Leon Cornelius Montaigne , C.M.，1883年8月29日—1962年1月9日）遣使会会士，罗马天主教主教。
1883年8月29日，满德贻生于法国Terdeghem，1907年5月25日成为遣使会神甫。1924年12月18日（41岁）任保定府代牧区宗座代牧。1925年4月19日祝圣。1930年1月25日任北京代牧区助理主教。1933年1月27日任北京代牧区宗座代牧，1946年4月（62岁）退休，让位于中国籍枢机主教田耕莘。1962年1月9日逝世，年78岁。